# Сомс Карл Петрович
Карл Петрович Сомс (Кауфман, Руткіс) (17 вересня 1894, Зельбурзька волость Фрідріхштадтського повіту Курляндської губернії, тепер Латвія — 2 грудня 1937, Лефортовська в'язниця міста Москви, Російська Федерація) — радянський діяч, відповідальний секретар Псковського та Новгородського губернських комітетів РКП(б). Член Центральної контрольної комісії ВКП(б) у 1930—1934 роках. Член Комісії радянського контролю при РНК СРСР у 1934—1937 роках.

## Життєпис
Народився в селянській родині. У 1910 році закінчив Зельбурзьке волосне училище Курляндської губернії.
З травня 1909 по лютий 1913 року — робітник-човняр у приватних лісопромисловців на річці Західна Двина в Курляндській губернії, робітник та член виконавчого комітету соціал-демократичної організації металогалантерейної фабрики «Гайсма» в 4-му районі Олександрівських воріт у місті Ризі.
Член РСДРП(б) з листопада 1910 року.
У 1913 році закінчив міське училище міста Якобштадта Курляндської губернії.
З лютого 1913 по грудень 1914 року перебував у в'язницях Якобштадта і Мітави за революційну діяльність, засланий на три роки до Варшави.
У лютому — листопаді 1914 року — робітник у садоводстві Залевського і на Варшаво-Віденській залізниці у Варшаві.
З листопада 1914 по червень 1915 року — на підпільній роботі в Курляндській губернії, агітатор-пропагандист у сільських партійних організаціях. У червні 1915 року заарештований, до грудня 1915 року перебував у Центральній Ризькій в'язниці та в'язниці «Хрести» в Петрограді.
У грудні 1915 — вересні 1916 року — на засланні у місті Вишній Волочок, працював робітником на лісопильному заводі та мануфактурній фабриці Рябушинського. У вересні 1916 року заарештований за ухиляння від військової служби, до листопада 1916 року перебував у в'язниці.
У листопаді 1916 — січні 1917 року — рядовий 179-го піхотного запасного полку російської армії в Селищенських казармах Тихвінського повіту Новгородської губернії. З січня по квітень 1917 року — курсант хімічних курсів у Петрограді.
У квітні 1917 — лютому 1918 року — секретар заводського комітету Харківського електротехнічного заводу акціонерного товариства «Загальна компанія електрики» в Харкові.
У лютому — травні 1918 року — секретар Самарського міського комітету РКП(б).
У червні — жовтні 1918 року — інструктор латиської секції ЦК РКП(б) у Москві.
У листопаді 1918 — січні 1919 року — голова революційного комітету в Штоксмангофі (Латвія).
У січні — травні 1919 року — товариш (заступник) голови Ризької міської ради.
З 1919 по 1920 рік — член редакційної колегії газети «Ціняс бієдріс», уповноважений і член Закордонного бюро ЦК КП Латвії у містах Великі Луки і Рєжиця Вітебської губернії.
У березні 1920 — жовтні 1921 року — завідувач організаційного відділу Псковського губернського комітету РКП(б).
У жовтні 1921 — травні 1922 року — голова Псковської губернської ради народного господарства; відповідальний секретар Псковського повітово-міського комітету РКП(б).
9 травня — 28 листопада 1922 року — відповідальний секретар Псковського губернського комітету РКП(б).
У 1922 — липні 1923 року — завідувач організаційного відділу Новгородського губернського комітету РКП(б).
У липні 1923 — жовтні 1925 року — відповідальний секретар Новгородського губернського комітету РКП(б).
У січні 1926 — серпні 1927 року — слухач курсів марксизму при Комуністичній академії ЦК ВКП(б).
У вересні 1927 — березні 1930 року — слухач та секретар партійного осередку економічного Інституту червоної професури в Москві.
У березні 1930 — лютому 1931 року — завідувач сектора пропаганди марксизму-ленінізму та заступник завідувача відділу культури і пропаганди ЦК ВКП(б).
У лютому 1931 — лютому 1932 року — керівник сектора сільськогосподарського планування Народного комісаріату робітничо-селянської інспекції СРСР.
У лютому — грудні 1932 року — заступник директора Міжнародної ленінської школи при виконавчому комітеті Комуністичного інтернаціоналу (Комінтерну).
У січні 1933 — грудні 1937 року — начальник Політичного управління Народного комісаріату зернових і тваринницьких радгоспів СРСР, заступник народного комісара зернових і тваринницьких радгоспів СРСР. Одночасно працював завідувачем сільськогосподарського відділу редакції журналу «Большевик».
1 грудня 1937 року заарештований органами НКВС. Помер від паралічу серця 2 грудня 1937 року під час допиту в Лефортовській в'язниці Москви.
6 грудня 1954 року посмертно реабілітований. 24 березня 1955 року відновлений в членах КПРС.